# Saison 4 de Sleepy Hollow
Chronologie
Saison 3
Cet article présente les treize épisodes de la quatrième et dernière saison de la série télévisée américaine Sleepy Hollow.

## Généralités
- Aux États-Unis, cette quatrième saison a été diffusée du 6 janvier 2017 au 31 mars 2017 sur le réseau FOX[1].
- Au Canada, la saison a été diffusée en simultanée sur CTV Two.
- En France, la saison a été disponible le 31 décembre 2017 sur Netflix[2].

## Synopsis
Ichabod Crane, qui se trouve désormais à Washington, combat toujours les forces démoniaques avec l'agent spécial de la sécurité intérieure Diana Thomas. Ils sont aidés dans leur tâche par deux autres personnes : Jake Wells, archiviste auprès des services fédéraux et Alex Norwood, chasseuse de reliques et inventrice de machines. Pendant ce temps, le milliardaire et homme d'affaires Malcolm Dreyfuss qui a un lien avec notre héros, complote un projet secret avec son homme de main, le démon Jobe.

## Distribution

### Acteurs principaux
- Tom Mison (VF : Rémi Bichet) : Ichabod Crane
- Janina Gavankar (VF : Alexandra Garijo) : Diana Thomas[3]
- Lyndie Greenwood (VF : Géraldine Asselin) : Jenny Mills
- Jerry MacKinnon (VF : Mike Fédée) : Jake Wells[4]
- Rachel Melvin (VF : Vanessa Van-Geneugden) : Alex Norwood[4]
- Oona Yaffe (VF : Lola Krellenstein) : Molly Thomas[4]
- Jeremy Davies (VF : Franck Capillery) : Malcolm Dreyfuss[5]

### Acteurs récurrents et invités
- Kamar de los Reyes (en) (VF : Jochen Hägele) : Jobe
- Dawntavia Bullard : L'assistante de Dreyfuss (épisodes 1 et 5)
- James Kyson Lee : Mark Wong (épisode 1)
- Kelley Missal : Malligo Dire (épisode 2)
- Mark Campbell : George Washington (épisodes 2, 6 et 13)
- Edwin Hodge (VF : Namakan Koné) : Benjamin Banneker (épisodes 3, 6, 11 et 13)
- John Noble : Henry Parrish (épisodes 4, 12 et 13)
- Onira Tares : Grace Dixon (épisode 4)
- Charmin Lee (en) : La Présidente des États-Unis (épisodes 3 et 13)
- Bjorn DuPaty : Ansel (épisode 5)
- Marti Matulis : Le Cavalier sans tête (épisodes 6, 10 et 13)
- Bill Heck : Mitch Talbot (épisode 7)
- Clancy Brown : Shérif August Corbin (épisode 7) (images d'archive)
- Robbie Kay : Logan MacDonald (épisodes 8 et 10)
- Zae Jordan : Paul Jennings (épisode 8)
- Daniel Parvis : Davy Crockett (épisode 8)
- Michelle Playa : Missy (épisodes 8 et 10)
- Rick Espaillat : Samuel Wilson (épisode 8)
- Dayana Rincon : Sacagawea (épisode 8)
- Derek Mears : Monsieur Stitch (épisode 9)
- Claire Byrne : Claudia Russell (épisode 9)
- Michael Scialabba : Monsieur David (épisode 9)
- Kathleen Hogan (VF : Françoise Escobar) : Helen Donovan (épisodes 9 et 10)
- Lawrence Kao : Donnie Lu (épisodes 10 et 11)
- Catherine Dyer (en) : Nancy Stryker (épisode 10)
- Seychelle Gabriel (VF : Audrey Sablé) : Lara (épisodes 11 à 13)
- Terrence Mann : Le Diable (épisode 13)

## Épisodes

### Épisode 1:Columbia
- États-Unis /  Canada : 6 janvier 2017 sur FOX[6] / CTV Two
- France : 31 décembre 2017 sur Netflix
- Québec : 18 février 2018 sur Ztélé

- États-Unis : 2,19 millions de téléspectateurs[7] (première diffusion)

- Kamar De Los Reyes (Jobe)
- Alexander Ward (Le démon au sourire sardonique)
- James Kyson Lee (Mark Wong)
- Ace Marrero (Eric Cortez)
- Griff Furst (Monsieur Branson)
- Dawntavia Bullard (L'assistante de Dreyfuss)
- John Zachary (Abraham Lincoln)
- Karen Boles (Mary Todd Lincoln)
- Adrian Bond (John Wilkes Booth)

Crane parvient à s'évader d'un bunker secret où il était détenu prisonnier durant deux semaines par des inconnus. L'endroit était situé près de l'aéroport de Washington. Avant de s'enfuir, il repère des documents secrets sur le mémorial de Lincoln. Son intuition le guide vers le monument. Pendant ce temps, l'agent spécial de la défense du territoire Diana Thomas et son partenaire Eric Cortez reçoivent un coup de fil les informant que la statue de Lincoln a été vandalisée : la tête a été coupée. Ils se rendent donc sur place. L'agent Cortez est aussitôt tué par un démon au sourire sardonique. Thomas sur le point de subir le même sort est sauvée in-extremis par Crane. La jeune femme désireuse de savoir ce qui se trame lui pose des questions mais notre héros disparaît. Elle retrouve sa trace dans le bunker et les deux décident de s'allier afin de connaître la personne derrière ce complot. L'homme qui est à l'origine de cette affaire est un magnat de l'industrie appelé Dreyfuss. Son homme de main, le démon Jobe, l'aide dans un projet secret.
Thomas et Crane continuent leur enquête qui les amène aux Archives de la Sécurité Intérieure dans un bureau où travaillent Jake Wells et Alex Norwood, deux passionnés d'histoire américaine. Ichabod en admiration devant la bibliothèque regorgeant d'ouvrages importants découvre l'identité du démon au sourire maléfique : il a été invoqué par John Wilkes Booth afin de contrer les forces de L'Union. Responsable de la mort de Lincoln, il a depuis disparu. Une autre victime du monstre est découverte : un volontaire chargé de préparer une fête historique. Thomas a une idée pour arrêter le monstre : utiliser le cuivre pour le tuer. Alex fabrique des balles de cuivre pour le détruire ainsi qu'une mitrailleuse. Notre héros et l'agent Thomas réussissent à appâter le démon dans un entrepôt désaffecté mais l'abomination se débarrasse des importuns en deux temps trois mouvements.
Jenny vient à la rescousse et tue le monstre. Elle laisse Ichabod avec Diana Thomas et continue ses recherches pour délivrer sa sœur. Pendant ce temps, Dreyfuss apprend par la télévision qu'un de ses concurrents en affaire a malencontreusement trouvé la mort dans des circonstances étranges à Tokyo. En fait, il a été tué par son homme de main Jobe. Les deux descendent dans le repaire secret de l'industriel où il a gardé la tête de la statue de Lincoln. Jobe la fait exploser, révélant ce que cachait l'œuvre : une rune en pierre.

### Épisode 2:À la vue de tous
- États-Unis /  Canada : 13 janvier 2017 sur FOX / CTV Two
- France : 31 décembre 2017 sur Netflix
- Québec : 25 février 2018    sur ztélé

- États-Unis : 2,14 millions de téléspectateurs[8] (première diffusion)

- Kamar De Los Reyes (Jobe)
- Kelley Missal (Malligo Dire)
- Mark Campbell (George Washington)
- Courtney Lakin (Marg Dire)
- Sara Sanderson (Moll Dire)
- Caroline Arapoglou (Clara)
- Eric Joshua Davis (John André)

Ichabod a un rêve prémonitoire où apparaît une jeune fille qui n'est autre que Molly. Il se réveille dans la caravane de Jenny. La jeune femme l'héberge depuis la disparition d'Abbie. Afin de savoir ce que ce rêve veut dire, il se rend au "Coffre" et demande la permission à Jake de consulter les livres de la bibliothèque. Alex lui donne un passe qui lui permettra d'avoir accès aux documents sans préavis. Pendant ce temps, Dreyfuss prend une dague au musée de Washington et se rend à un entretien avec un trio de sorcières, les sœurs Dire, dans une maison délabrée. En échange d'une dague, elles lui donnent un objet en pierre. La dirigeante du trio est tuée de plusieurs coups de couteau et son corps laissé dans la forêt. Diana appelle au téléphone Ichabod pour constater un phénomène étrange : le corps de la sorcière laisse une image différente sur son portable. En effet, sous la lumière et les composants électroniques, son apparence réelle est révélée. Crane constate qu'elle est bien une sorcière et qu'elle a utilisé un sortilège d'apparence. Il a souvenir du trio des sœurs Dire lorsqu'il était soldat. Elles avaient la capacité de deviner si une personne mentait ou disait la vérité.
Les deux autres sorcières laissent des cadavres à la pelle derrière elles : plusieurs clients et clientes d'un pub en sont victimes. Les caméras de surveillance font clairement apparaître deux vieilles femmes ressortir du bain de sang mais le témoignage de personnes extérieures est différent : deux séduisantes jeunes femmes sont ressorties de l'établissement. Ichabod découvre que Molly est la fille de Diana grâce à une photo sur son portable. Il en informe Jenny. Cette dernière pense que Molly est le témoin qu'elle recherche pour délivrer sa sœur. Pendant ce temps, Jake donne les informations qu'il a trouvé dans ses livres sur ces fameuses sorcières. Alex est persuadée qu'Ichabod est le véritable Crane du XVIIIe siècle et qu'il cache des secrets. Après avoir effectué des recherches auprès des autorités officielles, elle n'a pas trouvé de trace de lui jusqu'à trois ans à Sleepy Hollow. Elle demande à Jake de le surveiller discrètement.

### Épisode 3:La tête de la Présidente
- États-Unis /  Canada : 20 janvier 2017 sur FOX / CTV Two
- France : 31 décembre 2017 sur Netflix

- États-Unis : 1,91 million de téléspectateurs[9] (première diffusion)

- Kamar De Los Reyes (Jobe)
- Edwin Hodge (Benjamin Banneker)
- Charmin Lee (La Présidente des États-Unis)
- Samuel Smith (Escorte de La Présidente)
- Lola Fernandez (Secrétaire)
- R. Keith Harris (Concierge)
- L.R. Brown (Le crack en informatique)
- John Michael Weatherly (Agent des services secrets)
- Kristen McFann (Présentatrice des nouvelles)

Ichabod s'installe dans un nouvel appartement mitoyen de la bibliothèque grâce à l'aide de Jake. Pendant ce temps, La Présidente des États-Unis est victime d'une tentative d'assassinat perpétrée par le cavalier sans tête qui a pris l'apparence d'un policier de la police montée. Diana découvre les dessins de Molly et se pose des questions sur leur provenance. Crane révèle à Diana, Jake et Alex la vérité sur ses origines et qu'il vient bien d'un autre siècle. Jenny raconte ce qu'il est arrivé à sa sœur et elle. Diana fait le rapprochement entre les événements qu'ils ont vécus et ce qui est en train de se passer. Furieuse envers Ichabod pour ne pas lui avoir révélé ce qu'il en était, elle apprend que sa fille Molly est aussi mêlée à cette incroyable histoire et se révèle être un témoin. Elle a des pouvoirs divinatoires.
Diana et Ichabod sont assignés sur la tentative de meurtre à la suite du témoignage d'une des escortes de La Présidente ayant aperçu le cavalier. Sur place, ils découvrent des signes taillés à même la pierre. Crane reconnaît la signature de Benjamin Banneker rencontré lors de la guerre d'indépendance. Après des recherches sur le net, Jenny découvre que Dreyfuss est l'un des rares acquéreurs d'une ancienne carte de la ville dessinée par Banneker. Diana et Ichabod lui rendent visite et ce dernier accepte de la leur confier pour l'enquête. Crane se méfie de lui et doute de ses bonnes intentions. Malgré tout, la carte est aussi l'arme qui pourrait mettre hors d'état de nuire le cavalier : elle donne le lieu d'une porte ouvrant sur une dimension infernale pouvant servir de prison au tueur. Dans les égouts de la ville, Alex, Jake et Jenny trouvent enfin l'endroit et commencent l'invocation.

### Épisode 4:L'état contre Ichabod Crane
- États-Unis /  Canada : 27 janvier 2017 sur FOX / CTV Two
- France : 31 décembre 2017 sur Netflix

- États-Unis : 2,16 millions de téléspectateurs[10] (première diffusion)

- John Noble (Henry Parrish)
- Onira Tares (Grace Dixon)
- Kamar De Los Reyes (Jobe)
- Alexander Ward (Le monstre mi-homme mi-araignée)
- Kaiser Johnson (Baliff)
- Rey Hernandez (MP)

Jenny est allée rendre visite à Diana afin de parler de sa fille mais l'agent refuse de lui répondre et lui demande par la même occasion de ne plus revenir les voir, y compris Ichabod. La jeune femme se rend alors chez Crane mais ne trouve qu'une mélasse noire et un cocon. Elle décide donc d'en apporter un échantillon à Jake et Alex. Après analyse, il s'agirait de soie d'araignée mais sa composition organique est particulière. Jake trouve un récit évoquant la même substance dans l'un des carnets de voyage de Benjamin Franklin. Elle serait originaire d'une cave de la forêt d'Aberdeen. Mais de nos jours, cette forêt sert d'emplacement à une base militaire. Jenny décide d'y partir seule pour retrouver Crane mais Jake s'y oppose car la substance se nourrit aussi de la peine de ses victimes. Crane est prisonnier dans une grotte dans un cocon et il rêve. Dans son sommeil, il est revenu à son époque et est mis en procès par son fils Henry Parrish pour le meurtre d'Abigail Mills.
Alors que Jenny est arrêtée par des MP, Alex et Jake appellent à la rescousse Diana pour la sortir de là. Sous la tutelle de l'agent fédéral, Jenny est relâchée. Ensemble, grâce au GPS de Diana, les deux jeunes femmes trouvent l'emplacement de la cave et le cocon où est emprisonné Ichabod. Mais une créature mi-humaine mi-araignée les attaquent. Diana lui tire dessus et tente de la pourchasser mais Jenny l'arrête car Ichabod est lui aussi blessé là où le monstre a été atteint. Il existe une connexion entre les deux. Les deux femmes doivent rebrousser chemin. Jake continue ses recherches et trouve un parchemin écrit par Grace Dixon, l'ancêtre de Jenny et Abigail, témoignant des événements survenus à Valley Forge et impliquant le monstre à l'origine des morts. Ils craignent qu'Ichabod mais aussi les militaires de la base soient les prochaines victimes de la créature. Jake trouve dans des écrits que Grace parvint à vaincre à créature avec le Feu de la Joie, un feu créé à partir d'une arme qui se trouve dans les archives de la Librairie du Congrès. L'équivalent à notre époque est un puissant explosif appelé HMX. Jenny peut s'en procurer. Jake et Alex se rendent aux Archives par un souterrain secret et trouvent l'arme mais au moment de la prendre, un vigile les oblige à se cacher. Jobe apparaît et vole un parchemin avec un dessin calligraphié et tue le gardien devant les deux jeunes gens cachés derrière des cartons.

### Épisode 5:La Pierre Philosophale
- États-Unis /  Canada : 3 février 2017 sur FOX / CTV Two
- France : 31 décembre 2017 sur Netflix

- États-Unis : 1,83 million de téléspectateurs[11] (première diffusion)

- Kamar De Los Reyes (Jobe)
- Bjorn DuPaty (Ansel)
- Dawntavia Bullard (L'assistante de Dreyfuss)
- Jessejames Locorriere (Le précheur)
- Dave MacDonald (Plunkett)
- Brent Glenent (L'homme en chaise roulante)

Alors que Jobe vient d'accomplir sa dernière mission, à savoir récupérer un autre morceau de la relique perdue, ce dernier est assommé par un individu cagoulé et marqué de plusieurs tatouages mystiques. Il fait disparaître le démon dans un cercle de feu. Pendant ce temps, Notre quatuor s'intéresse de près aux activités de Dreyfuss à la suite du meurtre du vigile de la Bibliothèque du Smithsonian. Toutes les affaires de l'agent Thomas sont reliées au milliardaire. Ichabod et elle décident d'aller l'interroger à son entreprise. Pendant ce temps, l'individu cagoulé parvient à déjouer la sécurité de l'édifice en utilisant la sorcellerie. Conduisant une camionnette remplie de mines de Feu grégeois, il déjoue les gardes et le système de sécurité. Dreyfuss reçoit nos amis et Diana lui montre une photo de Jobe. L'homme d'affaires répond qu'il ne sait rien sur sa vie privée à part le fait d'être son garde du corps. Soudain, l'alerte rouge retentit dans le bâtiment. Par le biais des écrans de contrôle, Dreyfuss reconnaît l'homme qui se dévisage : il s'agit de son ancien associé, Ansel. Mais l'homme a changé physiquement, il est recouvert de tatouages et sa peau est flétrie. Diana et Ichabod décident malgré tout d'intervenir pour éviter de nombreuses morts innocentes. Alex, Jenny et Jake qui sont parvenus à pirater le système de surveillance sont témoins des pouvoirs d'Ansel. Jake reconnaît les marques sur les bras du sorcier et se met à faire des recherches sur ses origines. Diana et Ichabod sont à la poursuite d'Ansel et découvrent que les mines sont disposées à même les fondations de l'immeuble. Le sorcier a un plan : détruire ce qu'à bâtit Dreyfuss.
Ansel parvient à rejoindre Dreyfuss dans son bureau et essaye de le tuer. Il n'est sauvé que grâce à Diana et Ichabod qui le blessent légèrement. L'agent Thomas, Crane et Dreyfuss s'échappent par l'ascenseur personnel du milliardaire. Le trio se cache dans le bunker où se trouvent les deux autres morceaux de la relique. Malcolm explique comment il en est arrivé là : pour retrouver la prospérité avant son association avec Ansel, il avait conclu un pacte avec Jobe en échange de son âme et l'objet qu'il essaye de reconstituer n'est autre que la Pierre philosophale, la seule relique capable de le faire devenir immortel. De cette façon, il pourra annuler le contrat. Jenny se décide à aller aider ses amis. Grâce aux conseils de Jake, elle sait comment annuler les pouvoirs d'Ansel : faire se retourner contre lui ses tatouages. Pendant ce temps, le sorcier arrive sans peine dans la cachette de Malcolm et commence à lancer ses maléfices. Il réunit les deux pièces de la Pierre avec la troisième prise à Jobe mais il est furieux quand il découvre que l'objet est incomplet : un quatrième morceau manque. Jenny intervient et affaiblit Ansel mais ce dernier n'a pas dit son dernier mot : il lance un feu grégeois. Mais l'explosif est rattrapé de justesse par Diana. Ansel meurt d'une dague lancée par Ichabod. Alors que tout se finit bien, Dreyfuss a disparu avec les trois morceaux de la Pierre.

### Épisode 6:Rien ne vaut son chez soi
- États-Unis /  Canada : 10 février 2017 sur FOX / CTV Two
- France : 31 décembre 2017 sur Netflix

- États-Unis : 2 millions de téléspectateurs[12] (première diffusion)

- Kamar De Los Reyes (Jobe)
- Edwin Hodge (Benjamin Banneker)
- Mark Campbell (George Washington)
- Marti Matulis (Le Cavalier sans tête)

Dreyfuss réussit à délivrer Jobe de sa prison infernale en invoquant les forces des ténèbres. Ils se mettent en quête de La Pierre Philosophale. Pendant ce temps, Ichabod, Diana, Jenny, Alex et Jake arrivent à Sleepy Hollow. Jenny utilise un bâton de sorcier pour retrouver La Pierre qui émet des ondes particulières. Les vibrations du bâton réveillent un être tapis dans le tombeau de l'église située près du cimetière de la ville. Nos amis ne parvenant à rien décident de se rendre aux archives, l'ancien quartier général d'Ichabod et Abbie. Alors qu'Alex propose de perfectionner le bâton pour la recherche de la relique, Ichabod trouve un coffre renfermant des lettres de correspondance entre George Washington et Benjamin Banneker. Il semblerait que Banneker avait trouvé l'emplacement de La Pierre mais Washington avait refusé de continuer les fouilles pour se concentrer sur ses stratégies de bataille.
Jenny, accompagnée de Jake et Alex, réussit à retrouver l'emplacement de La Pierre qui se trouve sous le cimetière de Sleepy Hollow. Mais le trio est attaqué par un archer portant un masque de chacal dont les yeux rouges brillent. La flèche de la créature réduit en poussière le bâton. Ils n'ont d'autre choix que de faire demi-tour et rejoignent Ichabod et Diana aux archives. Notre héros découvre que le gardien de La Pierre n'est autre que Le Sphinx. Il y a un moyen de le vaincre : si la relique est découverte, il sera vulnérable et pourra être anéanti. Ichabod et Diana partent dans les égouts de la ville et parviennent à trouver l'entrée du tombeau où se trouve le quatrième morceau de La Pierre. Après avoir découvert la devinette pouvant ouvrir la porte, Ichabod se trouve enfin devant la dernière pièce pouvant reconstituée la relique. Pendant ce temps, Jenny, Alex et Jake réussissent à tuer Le Sphinx qui disparaît en poussière.
Ichabod est pris de vitesse par Jobe qui prend possession du morceau. Les deux hommes disparaissent en poussière alors que Diana entre dans le tombeau. L'équipe se retrouve sans chef pour les diriger dans leurs recherches. Ichabod se réveille sur le terrain où se trouve La Pierre. Il est en compagnie de Dreyfuss et Jobe. Le milliardaire fête sa découverte au champagne et annonce à notre héros qu'il n'aurait rien pu faire sans lui. Il lui révèle aussi que Washington avait tout planifié depuis le début : le lieu où Ichabod et Le Cavalier se sont affrontés était l'emplacement où était enterrée La Pierre Philosophale et qu'il fallait un sacrifice pour l'activer. La mort d'Ichabod a été le déclencheur de ce qui arrive par la suite. Dreyfuss montre à Crane qu'il est revenu sur le champ de bataille où il a combattu et que Le Cavalier sans tête est lui aussi présent pour la cérémonie d'immortalisation de l'homme d'affaires. Malcolm commence l'invocation et prend le sang d'Ichabod et du Cavalier pour les mélanger. Pendant ce temps, Jenny, Alex et Jake grâce au cadastre ont découvert que le milliardaire possédaient le terrain de bataille et se rendent donc sur les lieux pour délivrer leur ami prisonnier.
- Le scénario fait le lien avec les événements du début de la série.
- La Lanterne de Benjamin Franklin a été utilisée dans le onzième épisode de la première saison.

### Épisode 7:In Loco Parentis
- États-Unis /  Canada : 17 février 2017 sur FOX / CTV Two
- France : 31 décembre 2017 sur Netflix

- États-Unis : 1,82 million de téléspectateurs[13] (première diffusion)

- Kamar De Los Reyes (Jobe)
- Alexander Ward (Barghest)
- Bill Heck (Mitch Talbot)
- Clancy Brown (Shérif August Corbin en flash-back)

Une adolescente boit une bière en pleine nuit dans un cimetière et est attaquée par un barghest. Alors qu'Ichabod et Diana font du shopping pour trouver des cadeaux d'anniversaire à Molly, l'agent Thomas reçoit un appel afin de se rendre sur le lieu du carnage. Elle constate que la jeune fille a le poitrail perforé et son cœur arraché. Crane qui s'est rendu chez Diana rencontre Molly et l'aide à faire ses devoirs quand la sonnette retentit. Il s'agit du père de Molly, Mitch Talbot, soldat de retour d'Afghanistan après deux ans d'absence. Pendant ce temps, Jenny s'est rendu sur le terain de l'explosion du site de Dreyfuss et retrouve La Lanterne Magique. Elle découvre que la relique est fissurée. Elle se dépêche de retourner dans son ancien repère et entoure de signes cabalistiques l'objet. Il explose et le démon Jobe est libéré. Emprisonné par le maléfice, il ne peut s'évader alors que Jenny essaie tour à tour divers moyens de le détruire, en vain.
Ichabod et Diana se rendent à la morgue pour voir le corps de la jeune fille mutilée. L'agent Thomas est informée que ce n'est pas un cas isolé et que d'autres jeunes filles ont été tuées auparavant et que le premier meurtre de ce type est arrivé à Sleepy Hollow. Ils téléphonent à Jenny qui craint que le monstre ne soit autre que Malcolm Dreyfuss puisque les morts ont commencé il y a trois jours, au moment même où nos amis avaient affrontés le milliardaire. Crane commence ses recherches à la bibliothèque alors que Diana va prendre un café avec Mitch. Il veut se rapprocher de sa famille. Alors que tout semble aller, Diana reçoit un coup de fil. Elle informe Ichabod que les attaques ont commencé il y a longtemps et que le dernier corps avait été trouvé à Plymouth dans le Massachusetts il y a une semaine avant les événements de Dreyfuss : la théorie de nos deux héros n'est donc pas la bonne.
Il vient à l'esprit d'Ichabod un souvenir du passé chroniqué sur le journal du Mayflower concernant un monstre attaquant les colons de Plymouth. Il lit donc les archives pour en apprendre davantage. Il découvre que la créature appelée Barghest s'en prend toujours à des jeunes filles innocentes en prenant l'apparence d'une personne de confiance comme un parent ou un ami. Cette légende s'est répandue en Europe et elle est devenue plus tard la fameuse histoire du Chaperon Rouge. Diana a une impression étrange et sent que Mitch est le monstre. Elle se dépêche de rentrer chez elle mais c'est trop tard, Mitch est passé prendre Molly pour faire un tour. Mais l'enfant a des doutes lorsqu'elle voit qu'ils s'aventurent loin dans la campagne. Prétextant une envie d'aller au petit coin, elle s'enfuit. Mitch se transforme en monstre et la poursuit dans la forêt. Jobe propose à Jenny de l'aider à retrouver la petite fille en échange de sa libération, ce qu'elle fait. Grâce à une carte laissée par le démon, Ichabod et Diana retrouve Mitch et Molly et tuent le monstre.
- Jake et Alex n'apparaissent pas dans cet épisode.
- On peut apercevoir des extraits de la première saison lorsque Jenny discute avec Jobe dans le bunker.

### Épisode 8:"Brûlez pour moi"
- États-Unis /  Canada : 24 février 2017 sur FOX / CTV Two
- France : 31 décembre 2017 sur Netflix

- États-Unis : 1,78 million de téléspectateurs[14] (première diffusion)

- Kamar De Los Reyes (Jobe)
- Robbie Kay (Logan MacDonald)
- Fedor Steer (Djinn)
- Zae Jordan (Paul Jennings)
- Daniel Parvis (Davy Crockett)
- Rick Espaillat (Samuel Wilson)
- Dayana Rincon (Sacagawea)
- Yan Feldman (Brad)
- Michele Playa (Missy)

Malcolm Dreyfuss a des visions où il se voit Empereur des États-Unis avec Ichabod enchaîné à ses pieds et prenant son thé devant la Maison Blanche en ruines, le drapeau de la Pierre Philosophale flottant au vent. Pendant ce temps, Crane et Diana accompagnent Molly à la venue d'une star du Net, Logan MacDonald lors d'une matinale. Au moment de prendre un selfie avec la fillette, il s'évanouit. Ichabod remarque à son bras un tatouage qui s'illumine. La célébrité est amenée aux urgences de l'hôpital de Washington. Alors qu'Alex prend un verre avec son ami Brad dans un pub, ce dernier tombe par terre et prend feu. Jake qui est présent l'amène aussitôt aux services médicaux. Diana raccompagne Molly à la maison et la place sous la surveillance de Jenny. Ichabod qui s'est rendu à l'hôpital pour voir l'état de Logan retrouve ses amis Alex et Jake. Brad entretemps est devenu fou de rage et s'adresse au personnel infirmier avec une voix caverneuse. Soudain une combustion spontanée arrive et l'homme meurt.
Cet événement lui rappelle le passage d'un récit identique survenu en 1812 dont Paul Jennings, un esclave avait été témoin. Alors que ce dernier assistait les médecins comme volontaire, des hommes et des femmes mourraient avec un mystérieux tatouage en feu. La guérison ne pouvait être faite que par langage, les médicaments et autres substances étant par conséquent sans effets. Alex se souvient que son ami avait tenté de lui montrer un pictogramme apparaissant sur le compte de Logan MacDonald. Toutes les personnes visionnant ces vidéos sont de potentielles victimes. Diana appelle au téléphone Jenny et lui demande d'interdire à Molly de regarder les vidéos de Logan. Alex se rend compte qu'elle est infectée.
Pour ne pas mettre ses amis en danger, elle s'enfuit dans les catacombes du musée. Diana et Ichabod sont témoins de l'embrasement d'une femme qui faisait son jogging. L'agent fédéral a le temps de voir son tatouage. De retour à la bibliothèque, elle en donne une description précise à Jake. Nos amis trouvent un ouvrage contant les aventures d'un quatuor formé par Paul Jennings, Samuel Wilson connu sous le pseudonyme d'Uncle Sam, le célèbre Davy Crockett et l'amérindienne Sacagawea. Ensemble, ils ont pu vaincre la créature à l'origine de cette épidémie mortelle, le Djinn sous la Maison Blanche. Alors que Jenny enseigne son savoir à Molly pour contrôler ses pouvoirs, la gamine a une vision d'Ichabod âgé et enchaîné.

### Épisode 9:Jeu d'enfants
- États-Unis /  Canada : 3 mars 2017 sur FOX / CTV Two
- France : 31 décembre 2017 sur Netflix

- États-Unis : 1,88 million de téléspectateurs[15] (première diffusion)

- Kamar De Los Reyes (Jobe)
- Derek Mears (Monsieur Stitch)
- Claire Byrne (Claudia Russell)
- Michael Sialabba (Monsieur David)
- Kathleen Hogan (Helen Donovan)
- Devon Lane Tresan (La fillette de douze ans)
- Derrick LeMont (Collègue)
- Melissa LeEllen (L'employée de Dreyfuss)

Afin de redonner le moral à Molly depuis les derniers événements, sa mère lui fait visiter "Le Coffre" (l'autre surnom de la bibliothèque) avec Alex et Jake. Pendant ce temps, Dreyfuss subit une sorte de thérapie un peu spéciale avec l'aide de Jobe : allongé sur un lit clouté, il a à nouveau des visions du futur. Il se voit en train de dîner avec Molly. Cette dernière le prend comme modèle pour l'un de ses dessins. Il sait maintenant qu'il n'est plus le seul de son genre. Au "Coffre", Ichabod fait la visite du lieu à la fillette. Cette dernière lui montre son carnet de dessins et particulièrement une de ses créations, Monsieur Cicatrices, un gentil monstre imaginaire. Crane lui montre aussi le passage secret menant aux catacombes de la ville et afin d'avoir un aperçu de l'écho, les deux se mettent à crier. Le bruit réveille une créature tapie dans les ténèbres : c'est la création de Molly. Soudain un vent venu de nulle part pénètre dans le lieu sécurisé qui donne l'alerte. Des portes en métal ferment les issues de secours emprisonnant Molly et Ichabod.
À l'extérieur, Jake, Alex et Diana tentent de trouver une solution pour les faire sortir de ce piège. Alex remarque un chiffre inscrit sur la porte qui semble être le numéro d'identification d'un agent fédéral, celui de Claudia Russell. C'était le dernier agent responsable de la bibliothèque. Nos amis décident d'aller la voir. Alors que Jake et Alex vont rendre visite à Claudia, l'agent Thomas reçoit un appel de monsieur David, le professeur de Molly qui s'inquiète pour elle. Ce dernier subit l'attaque de Monsieur Cicatrices à l'école Liberty Elementary School. Diana qui arrive trop tard appelle les urgences. Elle trouve un morceau de tissu avec une inscription dessus et devine que l'ami imaginaire de Molly est responsable de cette attaque. Elle fait part de sa découverte à Crane, toujours enfermé avec Molly. Diana est retournée chez elle et constate que la courte-pointe d'enfance de Molly  est intacte. Jenny l'y rejoint. Pendant ce temps, Alex et Jake sont accueillis par un coup de fusil chez Russell. En fait, il s'agissait d'un système : le fusil placé devant la porte était actionné par une corde. Ils constatent que Claudia Russell n'est plus qu'un squelette sur son fauteuil.
Alex et Jake visionnent une vidéo de la défunte qui prévoyait une attaque des démons. Ils découvrent aussi toute une série de plans de la bibliothèque. Pendant ce temps, Diana et Jenny sont attaquées par Monsieur Cicatrices à l'extérieur de la maison. Elles s'enferment et le monstre disparaît aussitôt. Ichabod après avoir discuté avec Molly est persuadé que la création imaginaire ne s'en prend qu'aux personnes à qui elle tient mais pour lesquelles elle a des pensées négatives. Après voir pris une boite contenant les dessins de la fillette, Jenny et Diana se rendent à un lieu qu'elle connait bien : le centre de loisirs. A la bibliothèque, Molly est descendue dans les catacombes pour faire fonctionner le transformateur contenant trois leviers mais le dernier est coincé. Elle trouve un chemin la menant vers un autre système d'ouverture. Au moment de sortir de l'égout, une main la soulève : c'est Malcolm Dreyfuss.

### Épisode 10:Insatiable
- États-Unis /  Canada : 10 mars 2017 sur FOX / CTV Two
- France : 31 décembre 2017 sur Netflix

- États-Unis : 1,74 million de téléspectateurs[16] (première diffusion)

- Kamar De Los Reyes (Jobe)
- Alexander Ward (Le Démon de la faim)
- Robbie Kay (Logan MacDonald)
- Kathleen Hogan (Helen Donovan)
- Beth Felice (Barbara)
- Michele Plaia (Missy)
- Catherine Dyer (en) (Nancy Stryker, secrétaire adjointe au département de la justice)
- Lawrence Kao (Donnie Lu)
- Lola Fernandez (Ashley)
- Tom Archdeacon (Capitaine Edward Reed / James F. Reed)

Malcolm fait venir dans sa propriété le deuxième membre de sa nouvelle équipe : Helen Donovan. Il lui propose un nouveau poste dans son organisation mais le cadre pense qu'il perd la tête. Dreyfuss appelle Jobe et une porte s'ouvre. La femme est happée à l'intérieur. On entend un cri perçant. Pendant ce temps, Crane a invité tous ses voisins à une fête sur les conseils de Jake. Jenny n'est pas très à l'aise, elle est nostalgique de sa ville natale. Jake et Alex viennent aussi s'amuser et il semblerait que les relations entre le bibliothécaire et Missy, la jolie Barmaide soient au beau fixe ce qui a tendance à mettre Alex jalouse. Diana rencontre Nancy Stryker, secrétaire adjointe au département de la justice, avec un dossier sur les activités de Dreyfuss mais la magistrate n'est pas convaincue et pense que l'agent Thomas suit une croisade personnelle. Au Eisenhower Building, Jobe relâche un démon dévoreur, apparu d'une boîte mystèrieuse. La créature s'enfonce dans les conduits d'aération. Sa première victime est un homme qui dîne dans un restaurant et qui a une envie de dévorer tout ce qui est à table : il s'effondre. Il ne reste plus qu'un corps momifié. Diana ramène le rapport du coroner à nos héros réunis au "Coffre".
Jake est persuadé qu'il s'agit d'un démon de la faim venant de Chine. Diana qui pense qu'il faut en priorité arrêter Dreyfuss demande à Jake et Alex de surveiller l'assistante personnelle du milliardaire, une certaine Ashley tandis qu'elle et Ichabod s'occuperont du démon. Jenny va voir Donnie Lu, un chasseur de reliques qui possède un catalogue sur des artefacts chinois. Au building, Diana et Crane assistent à la mise à mort d'une autre victime du démon, l'adjointe Stryker. Notre héros a le temps de voir les yeux rougeoyants du monstre au travers du ventilateur. Diana, Ichabod et Jenny visionnent les caméras de surveillance : on y voit Jobe apportant la fameuse boîte de Mifang, un casse-tête pouvant avoir des milliers de combinaisons pour libérer ou emprisonner un démon. Ichabod se souvient avoir vu le même artefact alors qu'il était avec le Capitaine Edward Reed, un soldat lors de la guerre d'indépendance. L'homme ainsi que sa garnison moururent de famine.
Alex réussit à piéger le portable de la jeune femme pour repérer Dreyfuss. Diana, Ichabod et Jenny retrouvent la boîte dans les sous-sols du bâtiment mais au moment de l'activer le démon la détruit en mille morceaux à la suite d'une faute d'inattention de l'agent Thomas. La créature s'enfuit dans la rue et devient un danger pour les habitants de Washington. Pendant ce temps, Malcolm et Jobe retrouvent Le Cavalier sans tête en piteux état. Dreyfuss l'aide et lui promet de recréer le quatuor des Cavaliers. Au "Coffre", Ichabod apprend qu'Alex et Jake ont intentionnellement suivi les ordres de Diana d'éliminer Dreyfuss contre son avis. Ichabod essaye de reprendre en main le groupe et de suivre une ligne commune : arrêter le démon. Jake retrouve un document sur l'Expédition Donner qui rapportait que James F. Reed avait réussi à tuer le monstre à Sutter Mills en 1848 : le point faible du monstre est l'or. La boîte bien qu'étant fabriquée en Tek, les inscriptions, elles, étaient en or. Le groupe décide de recréer une boîte grâce à l'imprimante 3D d'Alex pour détruire le monstre.

### Épisode 11:Le Cavalier de la Guerre
- États-Unis /  Canada : 17 mars 2017 sur FOX / CTV Two
- France : 31 décembre 2017 sur Netflix

- États-Unis : 1,82 million de téléspectateurs[17] (première diffusion)

- Kamar De Los Reyes (Jobe)
- Edwin Hodge (Benjamin Banneker)
- Seychelle Gabriel (Lara)
- Lionel Fine (Geoffrey)
- Bailey Tippen (Kendra)
- Hailey Lovitt (Bryce)
- Lawrence Kao (Donnie Lu)

Après avoir participé au spectacle de théâtre de Molly sur l'hiver 1777, Diana et Ichabod se rendent au coffre fort. Alex a réussi à pirater la webcam du PC de Dreyfuss et grâce aux images qu'ils reçoivent, ils commencent à avoir une idée de l'endroit où le milliardaire se cache. Jobe a une nouvelle mission : retrouver le totem du Cavalier de la Guerre. Jake a vu le tableau peint par Malcolm et reconnait l'emblème dessiné, il s'agit du signe de l'orde de l'Arma Mutata, une confrérie qui croyait en la résurrection des Cavaliers de l'Apocalypse dans le corps d'être humains grâce à des artefacts. Pour le Cavalier de la Guerre, il s'agit du Turricula Ignis. Alex grâce à la triangulation espère retrouver la maison du milliardaire. Mais alors que nos amis se concentrent sur leur prochaine mission, une jeune femme vole le livre des Arma Mutata datant de 1780. Jenny parvient à la rattraper dans les tunnels du bâtiment mais la voleuse la met hors d'état de nuire et s'enfuit avec le volume.
Jake grâce à sa mémoire mnémotechnique se souvient des passages du livre qui rappelle à Ichabod un épisode qu'il a vécu avec Benjamin Banneker : l'artefact se trouve dans la grange brûlée de l'inventeur. Mais plus de deux cents ans plus tard, le bâtiment est devenu un restaurant pour touristes. Alors que Jake, Alex et Jenny cherchent la maison de Dreyfuss, Ichabod et Diana vont visiter le restaurant. Sur place, nos héros retrouvent la voleuse du coffre-fort. Elle a réussi à retrouver le Turricula Ignis qui est un pistolet du dix-huitième siècle. Alors que Jobe arrive et tente de s'en emparer, la jeune femme sort un cristal bleu et le fait disparaître créant un flash lumineux intense. Ichabod et Diana récupèrent l'arme et la jeune femme évanouie. Pendant ce temps, Alex, Jake et Jenny ont trouvé le repaire de Dreyfuss. Alors que Jenny et les deux bibliothécaires se séparent pour visiter les lieux, Jobe réapparaît et les capture.
Protégé dans un lieu de la sécurité intérieure, Diana interroge la jeune femme qui se présente sous le nom de Lara. Elle leur explique qu'il existe un moyen d'annuler le pouvoir du révolver en l'amenant au Nexus, un lieu où se rejoignent toutes les énergies. Lara leur fausse compagnie en volant le Turricula Ignis. Mais Diana lui a mis un mouchard pour la suivre. Dans la propriété de Malcolm, Alex et Jake sont torturés mentalement par Jobe pour savoir où se trouve l'agent Thomas et Crane. Lara a amené l'arme au Nexus : La Flamme des Eternels. Cette dernière fait apparaître un feu sacré pour détruire le révolver mais au moment de le lancer, Jobe grâce à ses pouvoirs le récupère pour Dreyfuss. Dans la propriété de Malcolm, Alex et Jake sont délivrés par Jenny. En sortant dans la forêt aux alentours, ils devinent qu'ils se trouvent près de Camp David et que les intentions du mégalomane est de tuer le président des États-Unis.

### Épisode 12:Demain
- États-Unis /  Canada : 24 mars 2017 sur FOX / CTV Two
- France : 31 décembre 2017 sur Netflix

- États-Unis : 1,96 million de téléspectateurs[18] (première diffusion)

- Kamar De Los Reyes (Jobe)
- John Noble (Henry Parrish)
- Seychelle Gabriel (Lara)

Dans le futur, Jenny et un groupe de résistants affrontent les quatre Cavaliers de l'Apocalypse avec Lara à leur tête. Jenny est tuée par le Cavalier de la Guerre dont le casque endommagé laisse apparaître le visage de Diana Thomas. Lara qui est confuse car depuis des années Deyfuss lui avait menti sur la mort de sa mère se rend dans une prison fédérale. Là-bas, elle retrouve un vieux prisonnier, Ichabod Crane. Il donne à la jeune femme un moyen de changer le futur grâce au Sortilège du Voyageur de sa femme Katrina. Lara retrouve dans le bunker de Dreyfuss un grimoire pour faire l'invocation magique. Un portail temporel s'ouvre. Dreyfuss tente d'arrêter Lara en lui disant qu'elle ne pourra pas modifier le futur mais elle s'y engouffre et disparait. De nos jours, Ichabod est devenu le Cavalier de la Guerre.
Dreyfuss ordonne au Cavalier de la Guerre de tuer Diana et Lara, ce qu'il fait sans attendre. Lara parvient à le blesser avec la dague qu'elle avait pris dans le bunker du milliardaire dans le futur. Blessé gravement, il laisse s'échapper les deux femmes. En route pour le Coffre Fort, Diana appelle Molly pour savoir comment elle va. Arrivés sur place, Jake et Alex posent la dague contenant le sang de Crane près du bocal contenant la melasse. Le bocal se brise laissant la melasse se mélanger au sang. Pendant ce temps, Dreyfuss a réuni les trois cercueils dont celui du Cavalier de la Guerre, il ne manque plus que le Cavalier sans tête. Au Coffre Fort, l'alarme retentit et les portes et fenêtres sont automatiquement fermées : une menace surnaturelle a tout déclenché. Jenny et Diana n'en croient pas leurs yeux, Henry Parrish est ressuscité grâce au sang du Cavalier de la Guerre.
Pendant que Jake et Alex essayent de rouvrir les portes du Coffre Fort, Diana et Jenny expliquent ce qui est arrivé à Crane. Henry avoue aux deux femmes qu'il existe un moyen de faire sortir Ichabod du corps du Cavalier de la Guerre grâce à un sortilège mais les affaires de Katrina la sorcière se trouvent encore à Sleepy Hollow. Le groupe part donc pour la petite ville. Après avoir placé Henry dans un cercle qui l'enferme, Jenny, Diana et Lara essayent de trouver les grimoires magiques. Dans la bibliothèque de Sleepy Hollow, Alex et Jake informent nos amies que tout a été dévasté et que la hache du Cavalier sans tête n'est plus là. Le travail de Jobe a été efficace. Alors que Diana et Lara partent à la recherche du grimoire de Katrina dans la maison de Crane, Jenny découvre que l'un des artefacts manquants, la Pierre de Draguar, sert à faire ressusciter les morts. Malcolm cherche donc la puissance des morts pour accroitre son pouvoir.

### Épisode 13:La Liberté
- États-Unis /  Canada : 31 mars 2017 sur FOX / CTV Two
- France : 31 décembre 2017 sur Netflix

- États-Unis : 1,72 million de téléspectateurs[19] (première diffusion)

- John Noble (Henry Parrish)
- Seychelle Gabriel (Lara)
- Kamar De Los Reyes (Jobe)
- Charmin Lee (La Présidente des États-Unis)
- Edwin Hodge (Benjamin Banneker)
- Marti Matulis (Le Cavalier sans tête)
- Mark Campbell (George Washington)
- Terrence Mann (Le Diable)

Ichabod et Jenny prennent contact psychiquement avec Henry Parrish. Ils voient notre héros et son fils se tuer mutuellement dans un duel au pistolet. Dans le monde réel, les quatre Cavaliers de l'Apocalypse débarquent à Camp David et tuent les soldats gardant l'entrée du domaine présidentiel. Le Cavalier sans tête, Malcolm Dreyfuss et Jobe enlèvent La Présidente des États-Unis dans son bunker. Peu après, Dreyfuss annonce sur internet qu'il la retient prisonnière. Lara propose de contacter Jobe pour faire un marché avec lui. Le démon lui ordonne d'aller en Enfer. Diana devine qu'il ne s'agit pas d'une insulte mais plutôt d'une directive. Les Témoins, à savoir Lara et Ichabod sont les seuls à pouvoir y aller et trouver un allié assez puissant pour mettre hors d'état de nuire le milliardaire.
Lara et Crane font l'incantation dans l'appartement de notre héros. Aux yeux d'Ichabod, ils sont à Valley Forge au milieu de l'hiver. Mais Lara voit autre chose : ils se trouvent à son orphelinat après la mort de sa mère et elle est face à elle-même enfant. Ichabod a une reflexion : L'Enfer est ce que l'on amène avec soi !. En continuant, ils se trouvent devant une porte où il est inscrit "Abandonne tout espoir, toi qui entre ici". Au Coffre Fort, Jake, Alex et Jenny trouvent un ancien livre caché dans l'une des étagères de Dreyfuss. Le volume raconte comme Banneker et Washington ont permis la création du bureau 355, l'ancêtre des archives de la sécurité intérieure. Le moyen de vaincre les cavaliers a toujours été devant leurs yeux : le tableau représentant les anciens agents avec leurs armes respectives. Ce sont ces armes qu'ils doivent retrouver.
Pendant ce temps, en Enfer, Ichabod et Lara marchent dans un labyrinthe d'escaliers. Ils rencontrent finalement Le Diable. Au Coffre Fort, Alex, Jenny et Jake trouvent la cachette secrète des armes. A ce moment, Ichabod et Lara réapparaissent avec la Pierre Philosophale. S'il s'approchent assez près de Dreyfuss, à son contact il redeviendra mortel. Alors que toutes les forces armées recherchent La Présidente, Malcolm tente de persuader Henry d'avoir confiance en lui et de l'avenir qu'il lui offre. Alors que nos héros font route vers la demeure de Dreyfuss, Alex avoue ses sentiments à Jake et l'embrasse. Un dernier discours d'Ichabod pour galvaniser les troupes et voilà que Les Cavaliers chevauchent dans leur direction.
Le Cavalier de la Guerre se trouve face à face avec l'agent Thomas et Crane. Les trois autres affrontent Jenny, Lara, Alex et Jake. Les armes commencent à être efficaces à l'approche des cavaliers. Ichabod convainq Henry de baisser les armes en lui disant le mot Liberté car c'est ce qu'ils partagent de plus précieux. Parrish reprend son apparence normale et part en laissant Crane et Diana pénétrer dans le Bunker où Malcolm et Jobe détiennent La Présidente ligotée. Dans un moment de démence, Dreyfuss tente de tuer La Présidente mais Diana lui tire une balle en pleine poitrine. Jobe finalement s'approche du mégalomane et l'emmène avec lui en disparaissant dans les flammes. Les Cavaliers au même moment disparaissent aussi.
- Réapparition de La Présidente des États-Unis vue dans l'épisode 3.
- Cet épisode réalise à la fois la plus mauvaise audience de la saison 4 et la plus mauvaise audience historique de la série.